# Geoffrey Rowell

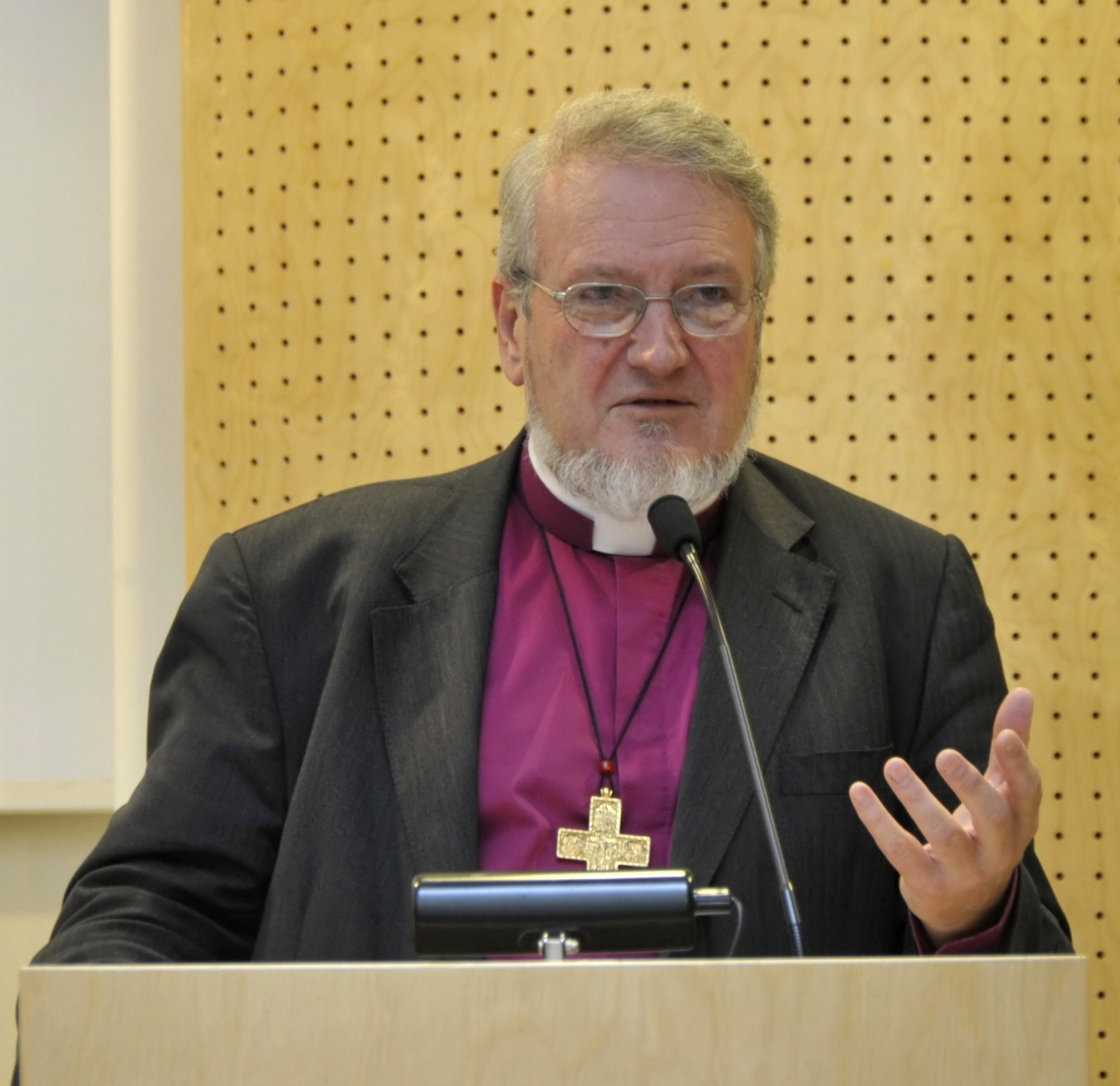
Geoffrey Rowell (Wien, 2009)

Douglas Geoffrey Rowell (* 13. Februar 1943 in Alton (Hampshire); † 11. Juni 2017 in Chichester) war ein anglikanischer Geistlicher und Bischof der Diözese in Europa der Kirche von England.
Douglas Geoffrey Rowell studierte am Winchester College und am Corpus Christi College in Cambridge. 1969 wurde er zum Priester der Church of England ordiniert. Er wirkte danach als Kaplan des Keble College in Oxford von 1971 bis 1994, 1981 als Domherr der Kathedrale von Chichester und als Examining Chaplain des Bischofs von Leicester (1979–1990) und des Bischofs von Winchester (1991–1993). Bevor Rowell am 18. Oktober 2001 in der St Margaret’s Church als Nachfolger von John William Hind zum Bischof von Gibraltar bestellt wurde und sein Bistum am 1. November in Besitz nahm, war er Suffraganbischof von Basingstoke (1994–2001). 
Als Bischof von Gibraltar war Rowell nicht nur für die Anglikaner der Church of England in Gibraltar zuständig, sondern für alle Anglikaner auf dem gesamten Europäischen Festland. Zudem war Rowell Assistenzbischof der Altkatholischen Kirche in Deutschland und Koadjutorbischof von Dušan Hejbal der Tschechischen Altkatholischen Kirche. Nachfolger als Bischof von Gibraltar ist seit 2014 Robert Innes. Rowell war zuletzt Assistenzbischof in der Diözese Chichester. Er starb nach kurzer Krankheit am Morgen des Dreifaltigkeitssonntags 2017 im St. Wilfrid's Hospice in Chichester.

## Werke
- Love's Redeeming Work. The Anglican Quest for Holiness. Geoffrey Rowell, Kenneth Stevenson and Rowan Williams. Oxford University Press, ISBN 978-0-19-107058-7
- The Vision Glorious. Geoffrey Rowell, Oxford University Press, ISBN 978-0-19-826332-6
- Come, Lord Jesus! Daily Readings for Advent, Christmas, and Epiphany. Geoffrey Rowell & Julien Chilcott-Monk, Morehouse Publishing, ISBN 978-0-8192-1964-0